# Francia en el Festival de la Canción de Eurovisión 2024
Francia participó en el LXVIII Festival de la Canción de Eurovisión, que se celebró en Malmö, Suecia del 7 al 11 de mayo de 2024, tras la victoria de Loreen con la canción «Tattoo».La France Télévisions (FTV) (Televisión de Francia en español), radiodifusora encargada de la participación gala en el festival, decidió seleccionar de manera interna al cantante argelino-francés Slimane como su representante en el concurso eurovisivo.
La canción «Mon amour» fue publicada el 8 de noviembre de 2023, compuesta por el propio Slimane junto a Yaacov Salah y Meïr Salah.
Considerado dentro de los favoritos menores para la victoria dentro de las casas de apuestas, Francia, como miembro de los «Big Five», estuvo clasificada a la gran final, donde se ubicó en la 4.ª posición con 445 puntos: 218 puntos del jurado profesional y 227 del televoto.

## Historia de Francia en el Festival
Francia es uno de los países fundadores del festival, debutando en 1956. Desde entonces el país ha concursado en 65 ocasiones, siendo uno de los países que más ha participado dentro del festival. Francia es uno de los países con más victorias del certamen, logrando vencer en cinco ocasiones el festival: la primera, en 1958, con André Claveau y la canción «Dors, mon amour». La segunda vez sucedió en 1960, gracias a la canción «Tom Pillibi» de Jacqueline Boyer. En 1962, Isabelle Aubret ganó con la canción «Un premier amour». La cuarta ocasión sucedió en 1969 con Frida Boccara interpretando «Un jour, un enfant» en un cuádruple empate con España, los Países Bajos y el Reino Unido. La última victoria francesa en el festival se remonta a 1977 con «L'oiseau et l'enfant» de Marie Myriam.
En 2023, la artista marroquí-canadiense La Zarra, se colocó en 16.ª posición con 104 puntos en la gran final: 50 puntos del televoto (14.ª) y 54 del jurado profesional (16.ª), con el tema «Évidemment».

## Representante para Eurovisión

### Elección Interna
De manera sorpresiva, el 8 de noviembre de 2023, France Télévisions anunció que había seleccionado internamente a Slimane con la canción «Mon amour» como el representante francés para el festival de 2024.La canción, compuesta por Slimane con Yaacov y Meïr Salah, se presentó al público ese mismo día, durante el informativo nocturno Journal de 20 heures presentado por Anne-Sophie Lapix en France 2.

## En Eurovisión
Francia, al ser uno de los países pertenecientes al Big Five, estuvo clasificada automáticamente a la final del 11 de mayo, junto al resto del Big Five: Alemania, España, Italia y el Reino Unido. El sorteo realizado el 30 de enero de 2024,determinó que el país, tendría que transmitir y votar en la segunda semifinal.Además, como novedad, este año se determinó que los países del Big Five y el anfitrión se debían presentar en sus semifinales correspondientes a modo de actuación de exhibición entre los semifinalistas. Semanas después, ya conocidos los artistas y sus respectivas canciones participantes, la producción del programa dio a conocer el orden de actuación, determinando que el país participaría después de Chequia y precediendo a Austria.
La FTV transmitió las semifinales del concurso en su canal secundario, France 4 mientras que la final fue transmitida por el canal France 2. Los comentarios en las semifinales corrieron por primera vez por parte de la drag queen Nicky Doll, mientras que en la final corrieron por parte de Stéphane Bern y Laurence Boccolini, quienes comentaron el festival por décima y cuarta vez, respectivamente. La portavoz de la votación del jurado profesional francés fue la cantante y representante del país en el festival del 2001, Natasha Saint-Pier.

### Semifinal 2

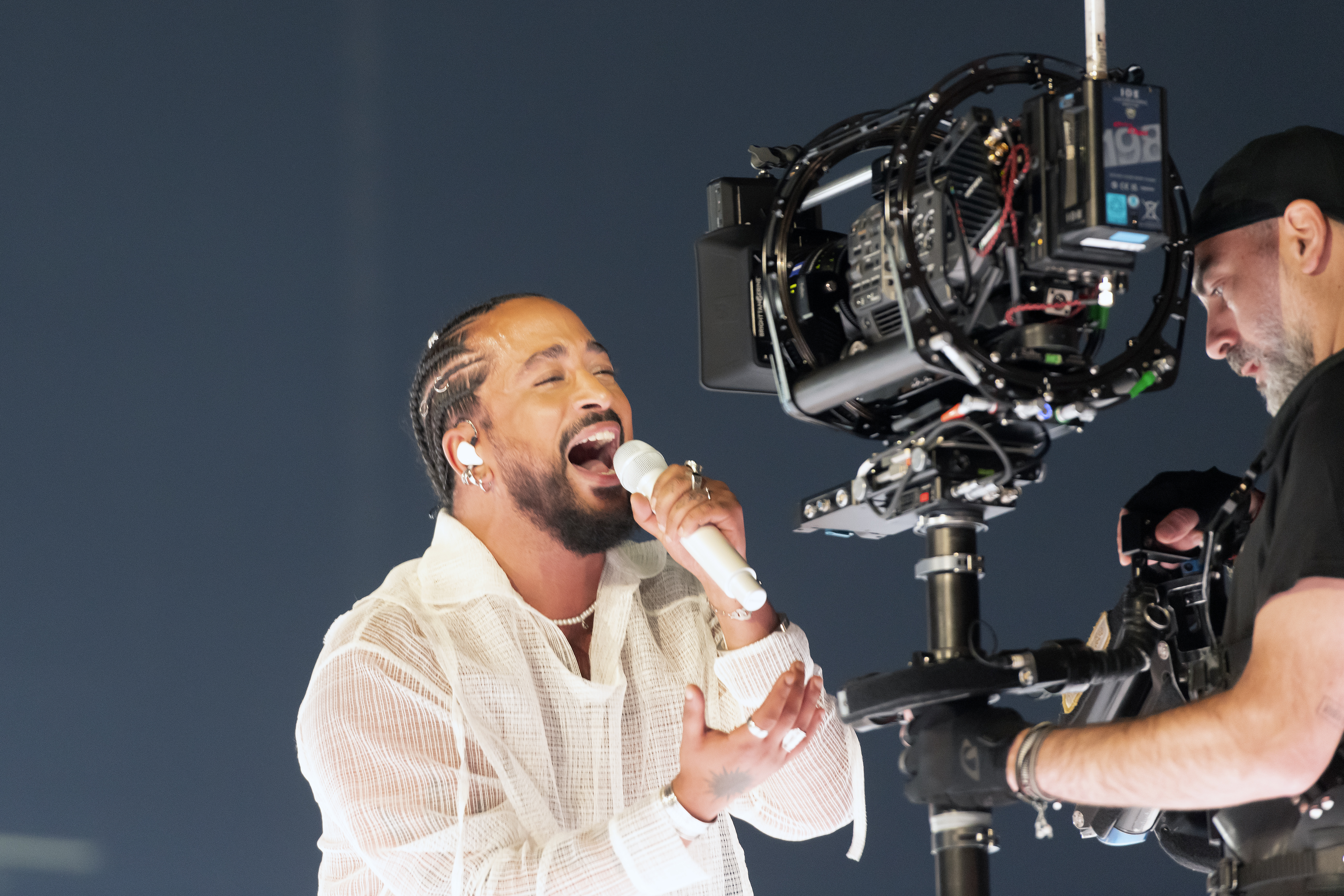
Slimane durante un ensayo general de la final

Slimane tomó parte de los ensayos los días 2 y 4 de mayo así como de los ensayos generales con vestuario de la segunda semifinal los días 8 y 9 de mayo. Francia se presentó fuera de competencia, en calidad de país del Big 5, entre Chequia y Austria.
La actuación gala fue predominantemente blanca, tanto en iluminación como en vestuario, con Slimane iniciando de rodillas para pasar a hacer un juego de primeros planos con la cámara y cantar el puente del tema a capela.

### Final
Después de los ensayos del 4 de mayo, un sorteo determinó en que mitad de la final participarían los países del Big Five. Francia fue sorteada para participar en la segunda mitad de la final (posiciones 14-26).Una vez conocidos todos los finalistas, los productores del show decidieron el orden de actuación de todos los finalistas, respetando lo determinado por el sorteo. El orden de actuación revelado durante la madrugada del viernes 10 de mayo, decidió que Francia debía actuar en la posición 25 por delante de Georgia y detrás de Austria. Slimane tomó parte de los ensayos generales con vestuario de la final los días 10 y 11 de mayo.El ensayo general de la tarde del 10 fue tomado en cuenta por los jurados profesionales para emitir sus votos, que representaron el 50% de los puntos.
Durante la votación, Francia se colocó en 2.ª posición en la votación del jurado profesional con 218 puntos, solo por detrás de Suiza aunque con una considerable diferencia de 147 puntos. Francia recibió puntos de treinta países, incluyendo la máxima puntuación de Armenia, Bélgica, Eslovenia e Islandia. De esta forma, el televoto de Slimane fue el penúltimo en ser anunciado: 227 puntos que lo ubicaron en 4.ª posición del televoto. Francia recibió puntos de todos los países, incluyendo la máxima puntuación de Armenia. La sumatoria final le dio 445 puntos a Slimane, ubicándose en la 4.ª posición, convirtiéndose en la segunda ocasión en los últimos 5 años que el país galo se colocaba dentro del Top 5 de la competencia.

### Votación

#### Puntuación a Francia

##### Final
| Jurado                                     | Jurado                                                                                    | Jurado                  | Jurado                                                                          | Jurado |
| 12 puntos                                  | 10 puntos                                                                                 | 8 puntos                | 7 puntos                                                                        | 6 puntos |
| ------------------------------------------ | ----------------------------------------------------------------------------------------- | ----------------------- | ------------------------------------------------------------------------------- | --- |
| - Armenia - Bélgica - Eslovenia - Islandia | - Alemania - Chipre - Dinamarca - Georgia - Letonia - Luxemburgo - Noruega - Países Bajos | - Serbia                | - España - Estonia - Grecia - Lituania                                          | - Malta - Moldavia - Ucrania                                                                                     |
| 5 puntos                                   | 4 puntos                                                                                  | 3 puntos                | 2 puntos                                                                        | 1 punto |
| - Austria - Finlandia - Suecia - Suiza     | - Chequia - Croacia                                                                       | - Irlanda - Polonia     |                                                                                 | - Israel - Italia                                                                                                |
| Televoto                                   |                                                                                           |                         |                                                                                 | |
| 12 puntos                                  | 10 puntos                                                                                 | 8 puntos                | 7 puntos                                                                        | 6 puntos |
| - Armenia                                  | - Bélgica - Grecia - Islandia - Serbia                                                    | - Luxemburgo - Portugal | - Chipre - Dinamarca - Eslovenia - Lituania - Malta - Noruega - Polonia - Suiza | - Albania - Alemania - Austria - Croacia - Georgia - Italia - Letonia - Moldavia - San Marino - Suecia - Ucrania |
| 5 puntos                                   | 4 puntos                                                                                  | 3 puntos                | 2 puntos                                                                        | 1 punto |
| - España - Estonia - Países Bajos          | - Chequia - Finlandia - Irlanda                                                           |                         | - Australia - Azerbaiyán - Israel - Reino Unido - Resto del Mundo               | |

#### Votación realizada por Francia[16][15]
| Puntos    | Televoto     |
| --------- | ------------ |
| 12 puntos | Israel       |
| 10 puntos | Armenia      |
| 8 puntos  | Suiza        |
| 7 puntos  | Países Bajos |
| 6 puntos  | Georgia      |
| 5 puntos  | Bélgica      |
| 4 puntos  | Grecia       |
| 3 puntos  | Noruega      |
| 2 puntos  | Estonia      |
| 1 punto   | Malta        |

| Puntos    | Jurado     | Televoto   |
| --------- | ---------- | ---------- |
| 12 puntos | Portugal   | Israel     |
| 10 puntos | Ucrania    | Armenia    |
| 8 puntos  | Alemania   | Ucrania    |
| 7 puntos  | Luxemburgo | Croacia    |
| 6 puntos  | Armenia    | Suiza      |
| 5 puntos  | Suiza      | Portugal   |
| 4 puntos  | Grecia     | Italia     |
| 3 puntos  | Israel     | Luxemburgo |
| 2 puntos  | Croacia    | España     |
| 1 punto   | Lituania   | Grecia     |

##### Desglose
El jurado francés en la final estuvo compuesto por:
- Valérie Dissaux
- Élise Mollet
- Fanny Llado
- Pierre Suppa
- Sébastien Surel D'Assigny

| Semifinal 2 | Semifinal 2  | Semifinal 2 | Semifinal 2 |
| N.º         | País         | Televoto    | Televoto    |
| N.º         | País         | Ranking     | Puntos      |
| ----------- | ------------ | ----------- | ----------- |
| 01          | Malta        | 10          | 1           |
| 02          | Albania      | 15          |             |
| 03          | Grecia       | 7           | 4           |
| 04          | Suiza        | 3           | 8           |
| 05          | Chequia      | 14          |             |
| 06          | Austria      | 11          |             |
| 07          | Dinamarca    | 13          |             |
| 08          | Armenia      | 2           | 10          |
| 09          | Letonia      | 12          |             |
| 10          | San Marino   | 16          |             |
| 11          | Georgia      | 5           | 6           |
| 12          | Bélgica      | 6           | 5           |
| 13          | Estonia      | 9           | 2           |
| 14          | Israel       | 1           | 12          |
| 15          | Noruega      | 8           | 3           |
| 16          | Países Bajos | 4           | 7           |

| Final | Final        | Final                      | Final                      | Final                      | Final                      | Final                      | Final                      | Final                      | Final                      | Final                      |
| N.º   | País         | Jurado                     | Jurado                     | Jurado                     | Jurado                     | Jurado                     | Jurado                     | Jurado                     | Televoto                   | Televoto                   |
| N.º   | País         | Jurado A                   | Jurado B                   | Jurado C                   | Jurado D                   | Jurado E                   | Rank                       | Pts                        | Rank                       | Pts                        |
| ----- | ------------ | -------------------------- | -------------------------- | -------------------------- | -------------------------- | -------------------------- | -------------------------- | -------------------------- | -------------------------- | -------------------------- |
| 01    | Suecia       | 3                          | 17                         | 16                         | 14                         | 10                         | 11                         |                            | 22                         |                            |
| 02    | Ucrania      | 5                          | 7                          | 1                          | 1                          | 19                         | 2                          | 10                         | 3                          | 8                          |
| 03    | Alemania     | 1                          | 2                          | 15                         | 7                          | 4                          | 3                          | 8                          | 16                         |                            |
| 04    | Luxemburgo   | 7                          | 1                          | 8                          | 2                          | 12                         | 4                          | 7                          | 8                          | 3                          |
| 05    | Países Bajos | 10                         | 9                          | 10                         | 15                         | 7                          | 14                         |                            | N/A                        |                            |
| 06    | Israel       | 17                         | 11                         | 5                          | 16                         | 2                          | 8                          | 3                          | 1                          | 12                         |
| 07    | Lituania     | 9                          | 15                         | 14                         | 8                          | 5                          | 10                         | 1                          | 12                         |                            |
| 08    | España       | 19                         | 13                         | 13                         | 13                         | 11                         | 17                         |                            | 9                          | 2                          |
| 09    | Estonia      | 25                         | 21                         | 25                         | 22                         | 22                         | 24                         |                            | 19                         |                            |
| 10    | Irlanda      | 12                         | 14                         | 21                         | 17                         | 20                         | 18                         |                            | 11                         |                            |
| 11    | Letonia      | 20                         | 16                         | 12                         | 20                         | 17                         | 19                         |                            | 15                         |                            |
| 12    | Grecia       | 8                          | 12                         | 6                          | 11                         | 3                          | 7                          | 4                          | 10                         | 1                          |
| 13    | Reino Unido  | 18                         | 23                         | 17                         | 21                         | 21                         | 21                         |                            | 23                         |                            |
| 14    | Noruega      | 22                         | 6                          | 11                         | 6                          | 18                         | 13                         |                            | 17                         |                            |
| 15    | Italia       | 16                         | 8                          | 9                          | 9                          | 8                          | 12                         |                            | 7                          | 4                          |
| 16    | Serbia       | 21                         | 22                         | 24                         | 23                         | 23                         | 23                         |                            | 20                         |                            |
| 17    | Finlandia    | 23                         | 25                         | 20                         | 24                         | 25                         | 25                         |                            | 18                         |                            |
| 18    | Portugal     | 2                          | 4                          | 7                          | 5                          | 1                          | 1                          | 12                         | 6                          | 5                          |
| 19    | Armenia      | 13                         | 5                          | 2                          | 4                          | 6                          | 5                          | 6                          | 2                          | 10                         |
| 20    | Chipre       | 14                         | 24                         | 18                         | 18                         | 13                         | 20                         |                            | 21                         |                            |
| 21    | Suiza        | 11                         | 3                          | 4                          | 3                          | 9                          | 6                          | 5                          | 5                          | 6                          |
| 22    | Eslovenia    | 24                         | 18                         | 19                         | 25                         | 24                         | 22                         |                            | 24                         |                            |
| 23    | Croacia      | 15                         | 10                         | 3                          | 10                         | 15                         | 9                          | 2                          | 4                          | 7                          |
| 24    | Georgia      | 6                          | 19                         | 23                         | 12                         | 16                         | 16                         |                            | 14                         |                            |
| 25    | Francia      | -------------------------- | -------------------------- | -------------------------- | -------------------------- | -------------------------- | -------------------------- | -------------------------- | -------------------------- | -------------------------- |
| 26    | Austria      | 4                          | 20                         | 22                         | 19                         | 14                         | 15                         |                            | 13                         |                            |